# Ur-Zababa
Ur-Zababa (sum. ur-dza-ba4-ba4, tłum. „Sługa boga Zababy”) – według Sumeryjskiej listy królów drugi władca IV dynastii z Kisz. Dotyczący go fragment brzmi następująco:
„Ur-Zababa, syn Puzur-Sina, panował przez 400 lat”
W innym miejscu Sumeryjska lista królów wspomina, iż Sargon Wielki, założyciel dynastii z Akkadu, nim został królem był „podczaszym Ur-Zababy”.